# NGC 1281
NGC 1281 est une galaxie elliptique située dans la constellation de Persée. NGC 1281 a été découverte par l'astronome irlando-danois John Dreyer en 1881.

## Caractéristiques
Sa vitesse par rapport au fond diffus cosmologique est de 4 061 ± 11 km/s, ce qui correspond à une distance de Hubble de 59,9 ± 4,2 Mpc (∼195 millions d'al).
À ce jour, une mesure non basée sur le décalage vers le rouge (redshift) donne une distance d'environ 93,300 Mpc (∼304 millions d'al). Cette valeur est loin à l'extérieur des valeurs de la distance de Hubble. Notons cependant que c'est avec la valeur moyenne des mesures indépendantes, lorsqu'elles existent, que la base de données NASA/IPAC calcule le diamètre d'une galaxie.

## Groupe de NGC 1272
NGC 1281 fait partie du groupe de NGC 1272, qui comprend au moins 28 galaxies, dont les galaxies NGC 1272, IC 309, NGC 1293 et NGC 1334. Garcia indique aussi dans sa liste la galaxie IC 1907 qui est un doublon de NGC 1278 et il identifie celle-ci à PGC 12405. Il s'agit d'une erreur car NGC 1278 est PGC 12438 et elle est beaucoup plus éloignée que les autres galaxies du groupe de NGC 1272. Par contre, PGC 12405 appartient à ce groupe. Le groupe de NGC 1272 fait partie de l'amas de Persée.